# Mantispa zonata
Mantispa zonata is een insect uit de familie van de Mantispidae, die tot de orde netvleugeligen (Neuroptera) behoort. 
Mantispa zonata is voor het eerst wetenschappelijk beschreven door Navás in 1923.